# 多象謙
多象謙（？—？），字尊光，號懷凌，直隸阜城籍，陝西渭南人，清初政治人物，進士出身。

## 生平
順治三年（1646年）登丙戌科進士，授弘文院庶吉士，余事不詳。

## 墓葬
多象謙墓在阜城縣東建桥乡。